# Joe Hunt
Joseph Gayle „Joe“ Hunt (* 31. Juli 1938 in Richmond, Indiana) ist ein US-amerikanischer Jazz-Schlagzeuger, Autor und Musikpädagoge.

## Leben und Wirken
Hunt studierte an der Indiana University Bloomington, wo er 1956–59 der Band von David Baker angehörte. Auf Vermittlung Bakers arbeitete er Anfang der 1960er Jahre in verschiedenen Formationen von George Russell, an dessen Alben  Stratusphunk (1960), At the Five Spot (1960) und Ezz-thetics (1961) er mitwirkte. 1960/61 war er Mitglied des John-Handy-Quartetts; mit Chuck Israels gehörte er dem Don-Friedman-Trio an und wirkte 1961 bei dessen Riverside-Debütalbum A Day in the City mit.  1964/65 spielte er im Stan-Getz-Quartett mit Gary Burton und Gene Cherico (Getz Au Go Go, mit Astrud Gilberto). 1967 gehörte er dem Trio des Pianisten Bill Evans (mit Eddie Gomez; The Secret Sessions).
In den 1970er und 1980er Jahren, in denen er im Raum Boston lebte, gehörte Hunt dem National Jazz Ensemble an, leitete eigene Formationen, in denen er u. a. mit John Scofield, Mike Stern und Santi Debriano spielte, außerdem arbeitete er mit Red Rodney und Hal McKusick. In den 1990er Jahren war er Mitglied des Smithsonian Jazz Masters Orchestra, in dem er mit Gunther Schuller arbeitete; ferner trat er in diesem Jahrzehnt mit Kenny Burrell, Joe Lovano, Joanne Brackeen und Tal Farlow auf. Er spielte außerdem im Laufe seiner Karriere mit Chet Baker, Eric Dolphy, Dizzy Gillespie, Dexter Gordon, Charles Mingus, Bob Brookmeyer und Herb Pomeroy (This Is Always, 1996).
Hunt veröffentlichte 1994 das Buch 52nd Street Beat, in dem er die Jazz-Schlagzeuger der Jahre von 1945 bis 1965 porträtierte. Er unterrichtete ab 1971 am Berklee College of Music; zu seinen Schülern gehörte u. a. Klaus Suonsaari und Jim Black. Bis 2003 war Hunt am New England Conservatory of Music tätig, wo er ein Jazz-Ensemble leitete.